# Proiezione cilindrica centrografica modificata di Mercatore

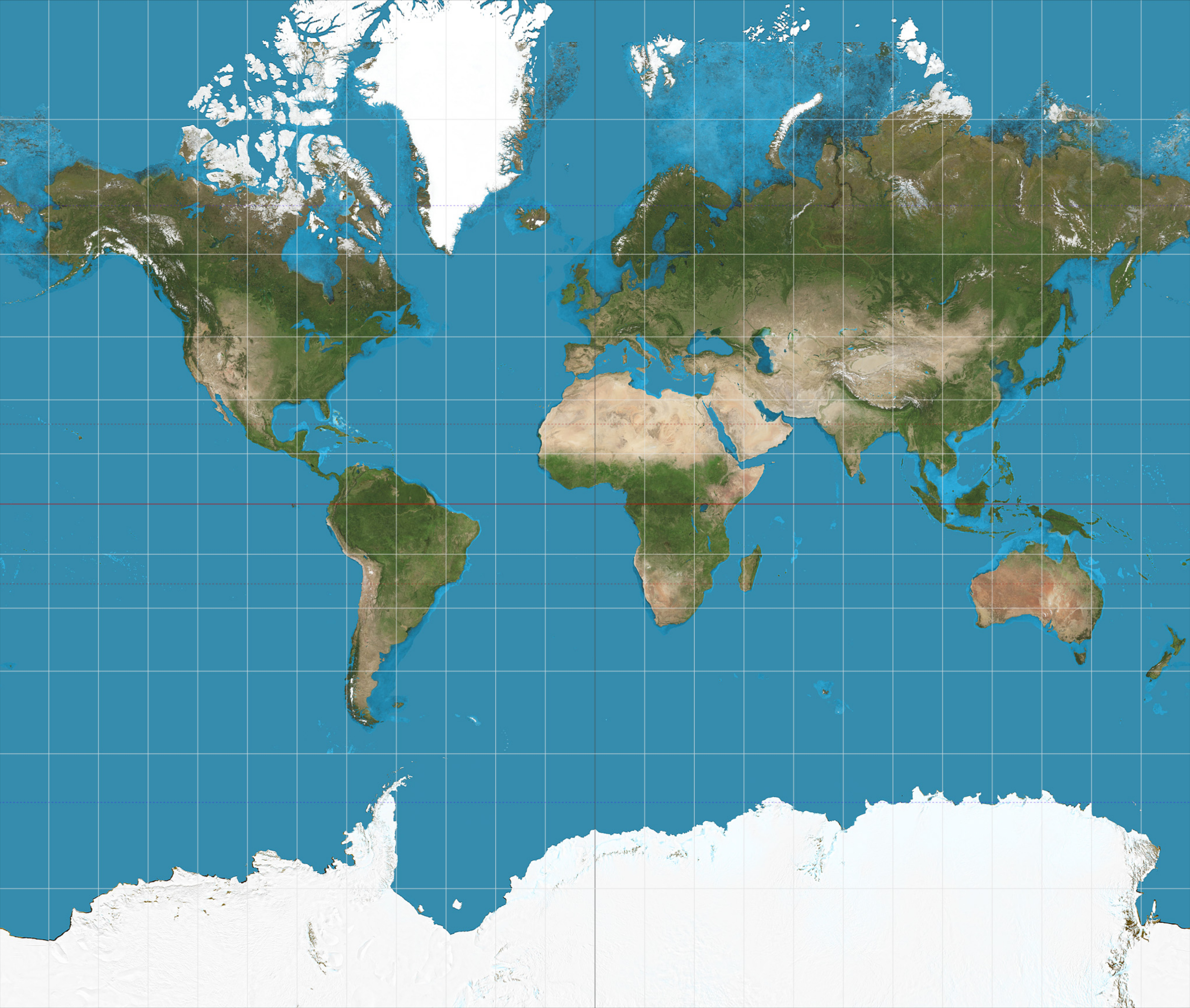
Proiezione di Mercatore della Terra tra 82°S e 82°N.

La proiezione cilindrica centrografica modificata di Mercatore o più semplicemente proiezione di Mercatore è una proiezione cartografica conforme e cilindrica proposta nel 1569 dal geografo e cartografo fiammingo Gerardo Mercatore.
La rappresentazione di Mercatore è uno sviluppo cilindrico diretto modificato da un procedimento misto geometrico-analitico che rende le carte isogone (angoli uguali nella rotta). Essa è diventata la proiezione cartografica più usata per le carte nautiche per la sua proprietà di rappresentare linee di costante angolo di rotta (linee lossodromiche) con segmenti rettilinei.
Mentre la scala delle distanze è costante in ogni direzione attorno ad ogni punto, conservando allora gli angoli e le forme di piccoli oggetti (il che rende la proiezione conforme), la proiezione di Mercatore distorce sempre più la dimensione e le forme degli oggetti estesi passando dall'equatore ai poli, in corrispondenza dei quali la scala della mappa aumenta a valori infiniti (secondo un grigliato delle latitudini crescenti).

## Descrizione

La proiezione di Mercatore con l'indicatore di deformazione di Tissot

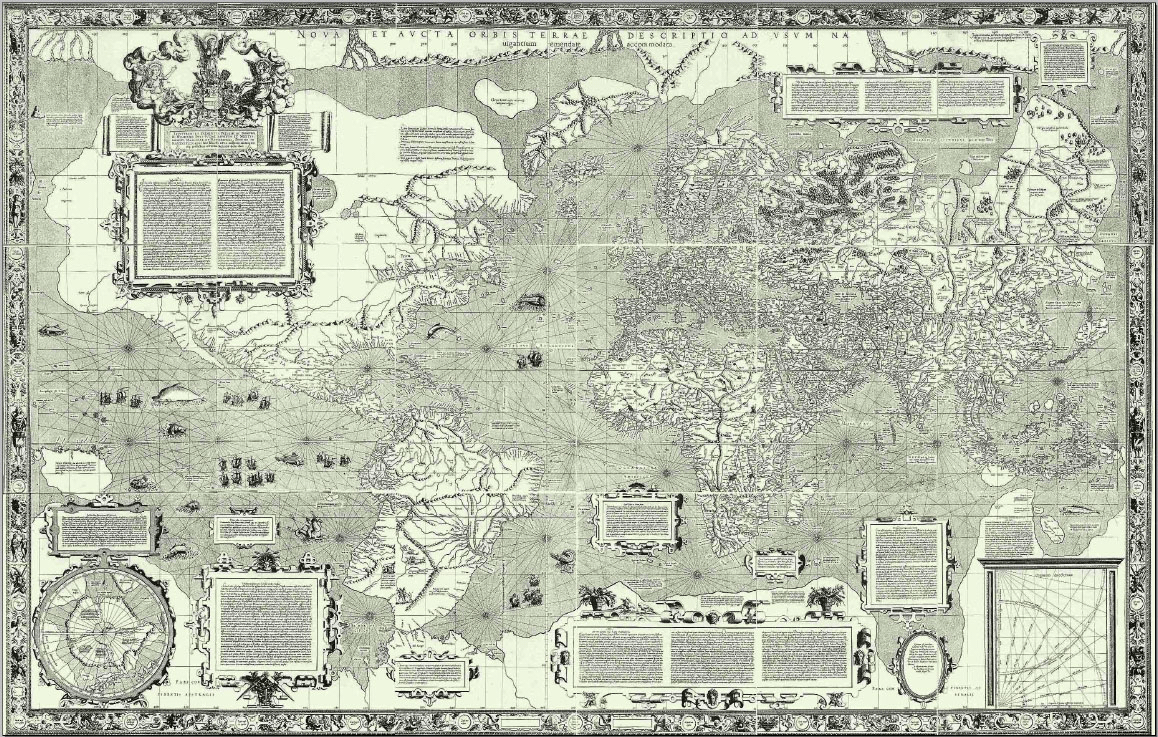
La mappa di Mercatore Nova et Aucta Orbis Terrae Descriptio ad Usum Navigantium Emendata (1569)

Nel corso dei secoli sono state proposte decine di sistemi di proiezione della Terra o parti di essa, in forma piana, dove i punti geografici determinati su tali mappe non corrispondevano in "conformità" o "isogonismo" (dl greco iso = uguale, gonios = angolo) con gli stessi punti presi sul pianeta. Per isogonismo bisogna intendere: la latitudine e la longitudine di un punto generico preso su una carta geografica (espresse in gradi, primi e secondi d'arco) devono essere uguali o conformi alle latitudine e longitudine (espressi in gradi, primi e secondi d'arco) del medesimo punto identificato sulla Terra, e viceversa.
A tal proposito si interessò il geografo cartografo e matematico fiammingo Gerhard Kremer detto "Mercatore" (Belgio 1512 – Duisburg 1594) il quale, dal 1563 fino all'età di 82 anni, volle dedicarsi allo sviluppo di mappe che raffigurassero al meglio la superficie terrestre su un piano, venendo incontro proprio a quei dilemmi di isogonismo che i geografi e studiosi anche antecedenti a Mercatore non riuscirono a risolvere. Lo scienziato, visionando le varie proiezioni già esistenti, scelse come "canovaccio" da rielaborare la proiezione cilindrica centrale o centrografica per sviluppo, in quanto di suo presentava il vantaggio di avere:
- il parallelismo e l'equidistanza dei meridiani, che non variavano la scala delle longitudini {\displaystyle \lambda };
- l'intersezione ortogonale tra meridiani e paralleli che permettevano la rettificazione delle lossodromie;
- l'isometria all'equatore (il quadro cilindrico che avvolge la Terra è tangente all'equatore, da cui proiezione cilindrica centrale), rendeva qualsiasi punto o più punti presi sulla carta, alla stessa distanza paragonati sulla Terra o viceversa.

Gli svantaggi di tale proiezione erano:
- limiti nel rappresentare sul cilindro le varie regioni del territorio terrestre, fino all'altezza del 80º parallelo, mentre tutta la zona circostante i poli non poteva essere raffigurata. Ciò era dovuto al fatto che il punto di vista posizionato al centro Terra, proiettava le immagini dei poli a 90°, rendendole parallele al perimetro del cilindro stesso, causando il loro incontro solo all'infinito;
- la legge di distribuzione dei paralleli, che non rendevano conforme la carta.

Mercatore, preso atto di ciò, sviluppò una formula matematica composta da: un integrale definito, che moltiplica la funzione trigonometrica secante riferita alla latitudine {\displaystyle \varphi ,} nelle varie distanze {\displaystyle d} dall'equatore e che è uguale al logaritmo naturale della tangente di 45° sommati alla latitudine {\displaystyle \varphi } del punto d'interesse diviso 2 (vedi formula generica più in basso). Con tale formula, modificò solo la legge di distribuzione dei paralleli della proiezione cilindrica, ottenendo così il tanto ambito isogonismo e dando vita alla "carta analitica di Mercatore a latitudini crescenti" {\displaystyle (\varphi ,c).}
L'intervento di Mercatore è tale da "deformare", allungandola manualmente, la proiezione centrografica nella sua funzione secante, in modo da poter disporre i paralleli diversamente da come erano in origine e di conseguenza deformando anche le latitudini. Infatti la latitudine crescente {\displaystyle \varphi c} va intesa come la deformazione analitica e progressiva sulla sola carta geografica, della latitudine di un punto d'interesse in funzione della sua distanza dall'equatore.
Per determinare sulla carta geografica la distanza o la latitudine di un parallelo qualsiasi rispetto all'equatore, si divide il meridiano della sfera terrestre in parti infinitesimali di parallelo ({\displaystyle d\varphi }). Ad esempio, alla lunghezza {\displaystyle 0-1=d\varphi } sulla terra, corrisponde sulla carta la misura {\displaystyle 0'-1'=d\varphi \sec d\varphi .} Alla lunghezza {\displaystyle 1-2=d\varphi ,} corrisponde sulla carta la misura {\displaystyle 1'-2'=d\varphi \sec(2d\varphi )} e così via, da cui la nota formula:
Latitudine crescente: {\displaystyle \int \sec \varphi \ d\varphi =\ln \tan \left({\frac {\pi }{4}}+{\frac {\varphi }{2}}\right).}
Nella navigazione per distanze sferiche maggiori di 500 miglia (o navigazione oceanica), gli ufficiali di coperta oltre all'ausilio delle carte nautiche di Mercatore (spezzate lossodromiche), utilizzano come controprova la navigazione analitica, calcolando la distanza dal porto di partenza al porto d'arrivo, mediante l'utilizzo della formula matematica per il calcolo della latitudine crescente {\displaystyle \varphi c,} come da formula seguente:
{\displaystyle \varphi c(\deg )={\frac {180}{\pi }}\ln \tan \left({\frac {\pi }{4}}+{\frac {\varphi }{2}}\right).}
Per ovviare alla formula e velocizzare il calcolo, si utilizzano tavole nautiche apposite redatte in funzione di tale formula.

## Proprietà e dettagli storici
Nel 1569 Mercatore pubblicò un planisfero delle dimensioni di 202 cm x 124 cm, stampato in diciotto fogli. Come in ogni proiezione cilindrica, paralleli e meridiani sono rappresentati da linee rette perpendicolari tra loro. L'inevitabile distorsione est-ovest della carta geografica, che aumenta con la distanza dall'equatore, è accompagnata da un'identica dilatazione nord-sud, tale che in ogni punto, la scala delle distanze est-ovest è la stessa della scala nord-sud, rendendo la proiezione conforme. 
Una mappa di Mercatore pertanto non può mai coprire pienamente le aree in prossimità dei poli, in quanto in quel punto la scala delle distanze assume valori infiniti. Essendo una proiezione conforme, gli angoli sono conservati a partire da ogni posizione, mentre la scala delle distanze varia da punto a punto, distorcendo la forma degli oggetti geografici. In particolare, le aree prossime ai poli ne sono più affette, rendendo una immagine del pianeta tanto più distorta quanto più ci si avvicini ai poli. Infatti, a latitudini maggiori di 70° nord o sud, la proiezione di Mercatore è praticamente inutilizzabile.

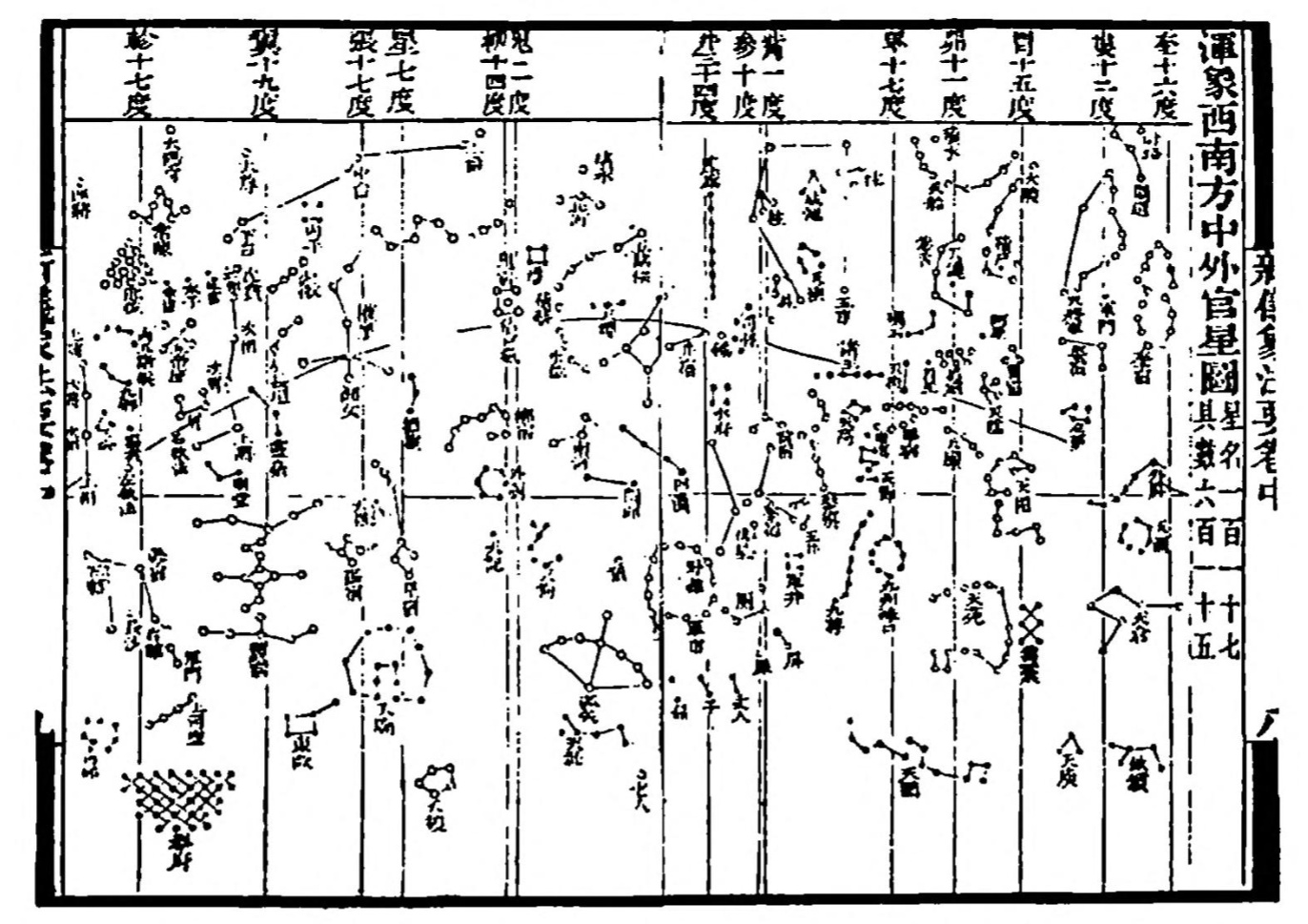
Una mappa stellare con proiezione cilindrica simile alla proiezione di Mercatore, dal libro del Xin Yi Xiang Fa Yao, pubblicato nel 1092 dallo scienziato cinese Su Song.

Tutte le linee di costante angolo di rotta (linee lossodromiche — quelle che determinano un angolo costante con i meridiani) sono rappresentate su una mappa di Mercatore da segmenti rettilinei. Queste sono precisamente il tipo di rotta usualmente seguite dalle navi sul mare, dove è utilizzata la bussola per indicare le direzioni geografiche e per orientare le navi. Le due proprietà, conformità e lossodromie rettilinee, rendono la proiezione di Mercatore particolarmente adatta alla navigazione marina: rotte e puntamenti sono misurate mediante rosa dei venti e goniometro, e le corrispondenti direzioni sono facilmente trasferite da punto a punto della mappa con l'aiuto di un regolo parallelo o un paio di squadrette di navigazione.
Il nome dato da Mercatore alla sua mappa del mondo (Nova et Aucta Orbis Terrae Descriptio ad Usum Navigatium Emendate: "nuova ed aumentata descrizione della Terra corretta per l'uso di navigazione") dimostra che essa era già allora concepita per la navigazione marina. Benché il metodo di costruzione della mappa è non esplicitato dall'autore, Mercatore probabilmente ha usato un metodo grafico, riportando alcune linee lossodromiche precedentemente tracciate su una sfera in un reticolo quadrato, e aggiustando lo spazio tra i paralleli in modo tale che tali linee diventino dritte, segnando con i meridiani lo stesso angolo riportato sul globo.
Lo sviluppo della proiezione di Mercatore rappresenta il passo più significativo nella cartografia nautica del XVI secolo. Comunque, essa fu molto più avanti del suo tempo, in quanto le vecchie tecniche di navigazione e rilevamento non erano compatibili con il suo uso in navigazione. Due principali problemi ne limitavano infatti la sua immediata applicazione: l'impossibilità a quel tempo di determinare la longitudine sul mare con adeguata accuratezza ed il fatto che in navigazione venisse fatto riferimento alle direzioni magnetiche invece che geografiche. Solo a metà del XVIII secolo, dopo che fu inventato il cronometro nautico e conosciuta la distribuzione spaziale della declinazione magnetica, la proiezione di Mercatore poté essere pienamente adottata dai naviganti.
Diversi altri autori sono associati con lo sviluppo della proiezione di Mercatore:
- Il tedesco Erhard Etzlaub (c. 1460–1532), che ha stampato mappe per bussole miniaturizzate (circa 10x8 cm) dell'Europa e parti dell'Africa, latitudini 67°–0°, al fine di permettere aggiustamenti della sua meridiana solare portabile, fu per decenni ritenuto di aver progettato "una proiezione identica a quella di Mercatore". Recentemente è stata provata la falsità di tale affermazione, che trae origini su dubbie ricerche risalenti al 1917.
- Il matematico e cosmografo portoghese Pedro Nunes (1502–1578), che per primo descrisse la linea lossodromica ed il suo uso nella navigazione marina, e suggerì la costruzione di diverse carte nautiche di diversa grande scala in una proiezione cilindrica equidistante al fine di rappresentare il mondo con il minimo angolo di distorsione (1537).
- Il matematico inglese Edward Wright (c. 1558–1615), che formalizzò per primo la matematica della proiezione di Mercatore (1599), e pubblicò accurate tavole per la sua costruzione (1599, 1610).
- I matematici inglesi Thomas Harriot (1560–1621) e Henry Bond (c.1600 – 1678) che, in maniera indipendente (c. 1600 e 1645), associarono la proiezione di Mercatore con la sua moderna formula logaritmica, successivamente dedotto dal calcolo.

## Matematica della proiezione

Relazione tra la posizione verticale sulla mappa di Mercatore (l'ascissa nel grafico) e la latitudine (l'ordinata nel grafico).

Le seguenti equazioni determinano le coordinate cartesiane {\displaystyle x} e {\displaystyle y} di un punto nella mappa di Mercatore a partire dalle coordinate geografiche di latitudine {\displaystyle \varphi } e longitudine {\displaystyle \lambda } ( con {\displaystyle \lambda _{0}} è indicato il meridiano posto al centro della mappa):
{\displaystyle {\begin{cases}x=\lambda -\lambda _{0},\\y=\ln {\left[\tan {\left({\frac {\pi }{4}}+{\frac {\varphi }{2}}\right)}\right]}={\frac {1}{2}}\ln {\left({\frac {1+\sin \varphi }{1-\sin \varphi }}\right)}=\sinh ^{-1}{(\tan {\varphi })}=\tanh ^{-1}{(\sin \varphi )}=\ln {(\tan {\varphi }+\sec {\varphi })}.\end{cases}}}
Le funzioni inverse determinano le coordinate geografiche a partire dalle coordinate cartesiane riportate nella mappa di Mercatore:
{\displaystyle {\begin{cases}\varphi =2\tan ^{-1}{(e^{y})}-{\frac {\pi }{2}}=\tan ^{-1}(\sinh y),\\\lambda =x+\lambda _{0}.\end{cases}}}
La scala della mappa di Mercatore è proporzionale alla secante della latitudine {\displaystyle \varphi }, diventando arbitrariamente grande vicino ai poli, dove {\displaystyle \varphi =\pm 90^{\circ }}. Pertanto, come si deduce dalle formule, le coordinate {\displaystyle y} dei poli non sono definite (tendono a {\displaystyle \pm \infty }).

## Derivazione della proiezione

La proiezione cilindrica di Mercatore.

Assumiamo la Terra con una forma sferica (in realtà, è un geoide, ma assumiamo per semplicità la forma sferica essendo la differenza irrilevante su mappe di piccola scala).
Possiamo immaginare la proiezione di Mercatore immaginando un cilindro avvolto attorno alla sfera terrestre e tangente ad essa lungo la superficie dell'equatore. L'asse della terra coincide con l'asse del cilindro ed i piani passanti per l'asse terrestre, che “tagliano” la sfera lungo i meridiani, intersecano anche la superficie del cilindro lungo le sue generatrici. Quindi, proiettando dal centro della Terra, tutti i punti dei meridiani sulla superficie del cilindro, detti meridiani corrispondono sul cilindro alle rette generatrici.
Tagliando la superficie del cilindro lungo una sua generatrice e stendendola su un piano (la carta), i meridiani che sulla sfera convergono nei poli, sulla carta sono rappresentati da linee rette verticali e parallele, che pertanto non convergono mai. Sulla carta, equatore e paralleli sono invece rappresentati da rette orizzontali.
Sulla carta, a causa del parallelismo dei meridiani, la lunghezza dei tratti di parallelo tra due meridiani risulta sempre uguale: essa è quindi dilatata, al crescere della latitudine, rispetto alla situazione reale della sfera terrestre. In altri termini, la distanza tra due meridiani, apparentemente costante sulla carta, corrisponde ad una distanza reale sulla sfera terrestre che decresce al crescere della latitudine (verso nord o verso sud). Le due distanze, reale ed apparente, risultano apparentate dal fattore {\displaystyle \cos \varphi }.
Per mantenere inalterato il rapporto di forma dei piccoli oggetti a qualsiasi latitudine, alla dilatazione sulla carta della distanza tra i meridiani si fa corrispondere anche una uguale dilatazione della distanza tra i paralleli. Tale requisito di similitudine è imposto su quadrati di lato infinitesimo orientati secondo le linee meridiane e parallele
{\displaystyle {\frac {dx}{d\lambda }}={\frac {1}{\cos \varphi }}\;\;\Rightarrow \;\;{\frac {dy}{d\varphi }}={\frac {1}{\cos \varphi }}=\sec \varphi .}
Quindi la coordinata {\displaystyle y} è una funzione solo della latitudine {\displaystyle \varphi } con {\displaystyle y'=\sec \varphi } da cui si ricava per integrazione la funzione cercata
{\displaystyle y=\ln(|\sec \varphi +\tan \varphi |)+C.}
Ponendo l'origine delle coordinate tale che {\displaystyle \varphi =0} per {\displaystyle y=0}, si annulla il valore della costante di integrazione ({\displaystyle C=0}).

## Applicazioni

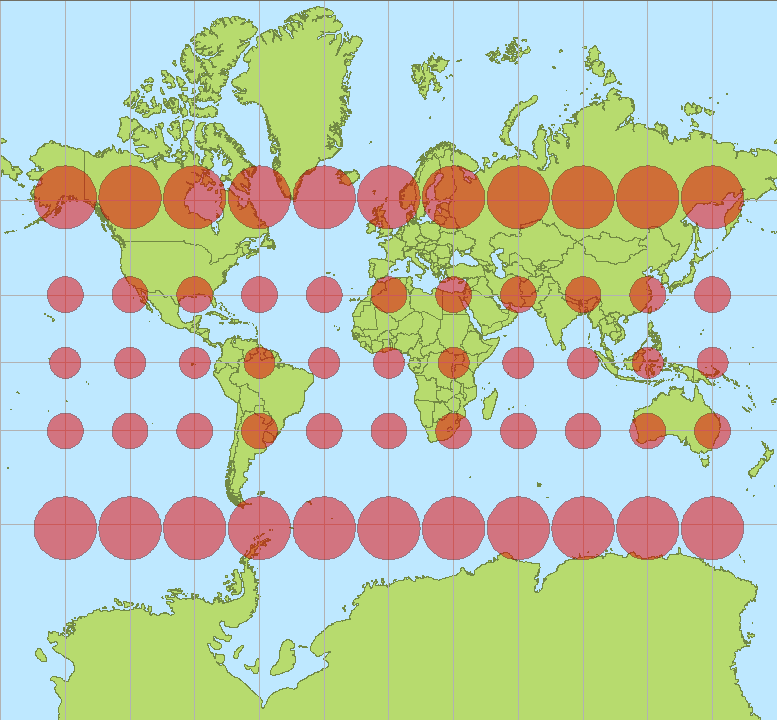
Effetto di distorsione delle aree

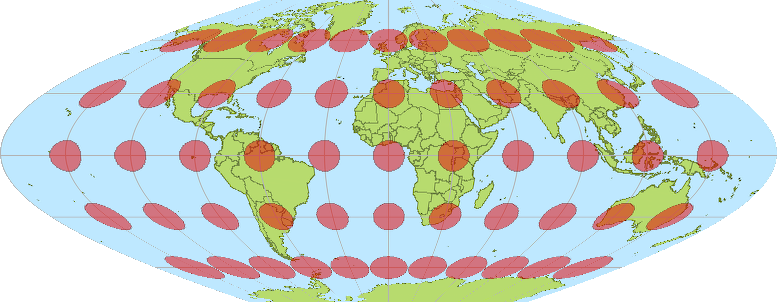
La proiezione sinusoidale di conservazione delle aree

Come ogni mappa di proiezione che tenta di rappresentare una superficie curva su un foglio piano, la forma della mappa è una distorsione della reale forma della superficie terrestre. La proiezione di Mercatore esagera le dimensioni delle aree lontane dall'equatore. Per esempio:
- la Groenlandia è rappresentata con un'area equivalente a quella dell'intero territorio dell'Africa, quando in realtà l'area di questa è approssimativamente 14 volte quella della Groenlandia;
- l'Alaska è rappresentata con un'area simile se non superiore a quella del Brasile, quando l'area del Brasile è in realtà più di 5 volte quella dell'Alaska;
- la Finlandia è rappresentata avente un'estensione nord-sud più grande di quella dell'India, quando nella realtà è vero il contrario.

Benché la proiezione di Mercatore sia ancora di uso comune per i naviganti, dovuto alle sue uniche proprietà, i cartografi sono d'accordo nel ritenere che essa non sia adatta ad una rappresentazione globale dell'intero pianeta, dovuta ai suoi effetti di distorsione delle aree. Mercatore stesso fece uso di una proiezione sinusoidale di uguale area per rappresentare le aree relative. In conseguenze di tali critiche, i moderni atlanti geografici non usano più la proiezione di Mercatore per le mappe dell'intero pianeta e per aree distanti dall'equatore, preferendo altre proiezioni cilindriche o qualche forma di proiezione sinusoidale (area uguale). La proiezione di Mercatore è ancora, invece, comunque comunemente usata per aree vicine all'equatore, dove la distorsione è minima.

### Web Mercator
Per i servizi cartografici online come Google Maps, Bing Maps e OpenStreetMap viene utilizzata una versione semplificata della proiezione di Mercatore, comunemente detta Web Mercator (indicata anche come Google Web Mercator, Spherical Mercator, WGS 84 Web Mercator oppure WGS 84/Pseudo-Mercator).
Pur non essendo un sistema geodetico di riferimento riconosciuto, è codificato ufficialmente come EPSG:3857.
I problemi sono dovuti all'utilizzo di un modello sferico per la conversione di coordinate basate su un modello ellissoidale; inoltre tale proiezione risulta non conforme. Per questi motivi si possono avere differenze di oltre 40 chilometri rispetto alla proiezione conforme di Mercatore.
Utilizzando la proiezione Web Mercator, viene considerata una massima latitudine {\displaystyle \varphi } pari a ±85,05113 gradi, quando la coordinata {\displaystyle y} è pari a {\displaystyle \pi }. Più precisamente:
{\displaystyle {\frac {1}{2}}\ln {\bigg (}{\frac {1+\sin \varphi }{1-\sin \varphi }}{\bigg )}=\pm \pi ,}
da cui
{\displaystyle \varphi =\pm \arcsin {\bigg (}{\frac {e^{2\pi }-1}{e^{2\pi }+1}}{\bigg )}.}